# Karol Myśliwiec

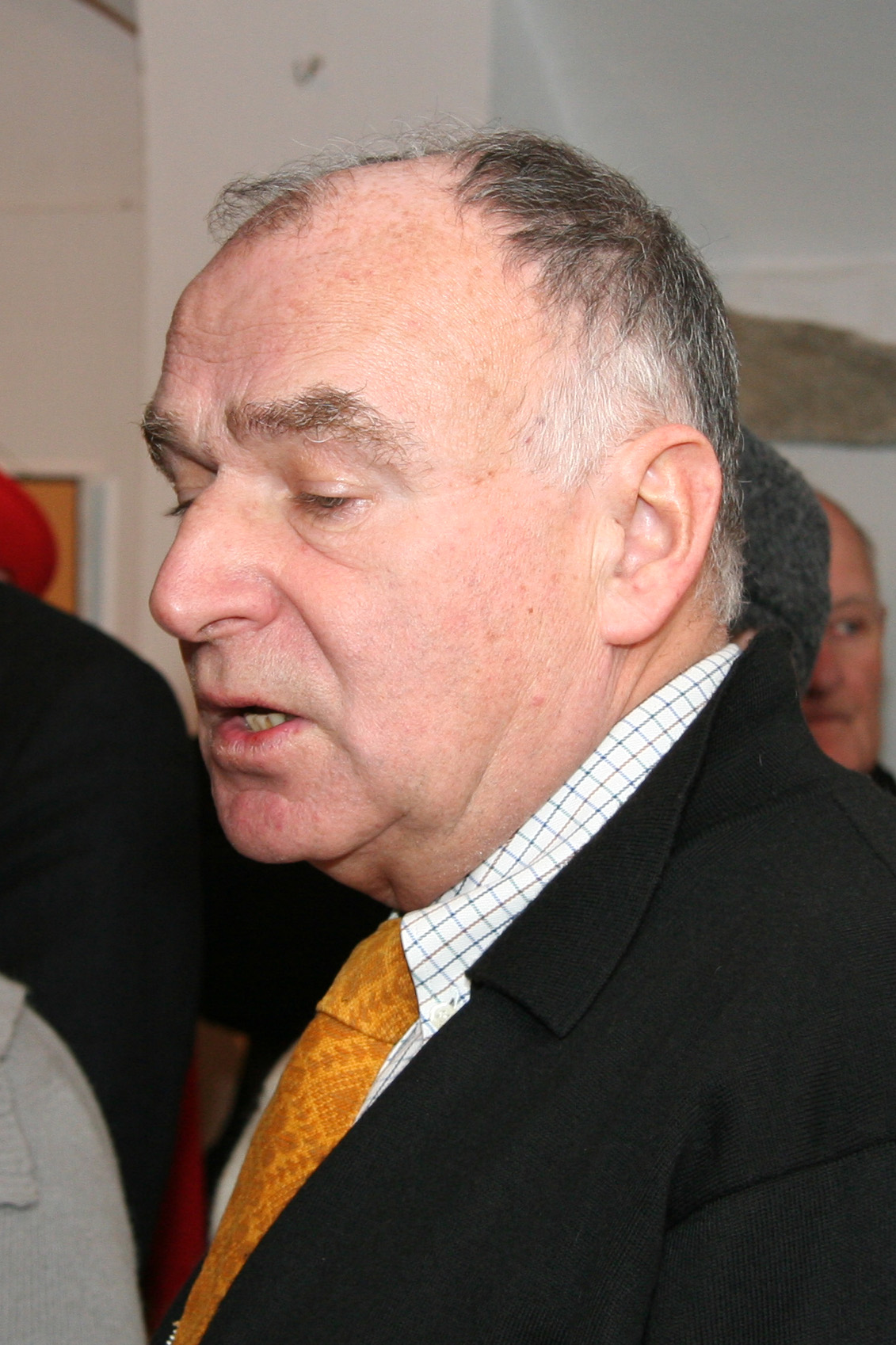
Karol Myśliwiec, 2009

Karol Myśliwiec (* 3. November 1943 in Jassel, Deutsches Reich) ist ein polnischer Ägyptologe und Direktor des Zentrums für die Archäologie des Mittelmeerraumes der Polnischen Akademie der Wissenschaften in Warschau und des Institutes für altägyptische Archäologie an der Universität Warschau.

## Werdegang
Karol Myśliwiec studierte Mittelmeerarchäologie an der Universität Warschau, wo er 1967 unter Kazimierz Michałowski graduierte.
Seit 1969 nahm er an Grabungen in Alexandria, Minschat Abu Omar, Deir el-Bahari und am Tempel Sethos’ I. in Theben-West in Ägypten aber auch in Palmyra in Syrien teil. Von 1985 bis 1995 leitete er die polnisch-ägyptischen Ausgrabungen in Tell el-Atrib. Seit 1987 ist er Direktor der Ausgrabungen an der Westseite der Stufenpyramide des Djoser in Sakkara. In dieser Nekropole aus der 6. Dynastie entdeckte sein Team 1997 das Grab des Merefnebef (um 2330 v. Chr.) und 2003 das benachbarte Grab Nianchnefertems mit teilweise unvollendeten Reliefs und farblich gut erhaltenen Malereien.
Von 1982 bis 2002 war Myśliwiec Direktor des Forschungszentrums für Mittelmeerarchäologie der polnischen Akademie der Wissenschaften. 1992 wurde er zum Direktor des Institutes für altägyptische Archäologie an der Universität Warschau berufen. Myśliwiec ist Mitglied des Deutschen Archäologischen Institutes. 2010 wurde er als korrespondierendes Mitglied in die Österreichische Akademie der Wissenschaften aufgenommen.

## Veröffentlichungen
- Keramik und Kleinfunde aus der Grabung im Tempel Sethos’I. in Gurna. (= Archäologische Veröffentlichungen. Band 57). von Zabern, Mainz 1987, ISBN 3-8053-0612-1.
- Royal portraiture of the Dynasties XXI–XXX. von Zabern, Mainz 1988, ISBN 3-8053-0939-2.
- Pan obydwu krajów. Egipt w I tysiącleciu p. n. e. Wydawnictwo Naukowe PWN, Warschau 1993, ISBN 83-01-11199-2 (Deutsch: Herr beider Länder. Ägypten im 1. Jahrtausend v. Chr. (= Kulturgeschichte der Antiken Welt. Band 69). von Zabern, Mainz 1998, ISBN 3-8053-1966-5).
- Eros nad Nilem. Prószyński i S-ka, Warschau 1998, ISBN 83-7180-284-6 (Englisch: Eros on the Nile. Cornell University Press, Ithaca (NY) 2004, ISBN 0-8014-4000-9).